# クレイジー・グッド
『クレイジー・グッド』（Nobody's Fool）は2018年のアメリカ合衆国のロマンティック・コメディ映画。監督はタイラー・ペリー、主演はティカ・サンプターとティファニー・ハディッシュが務めた。本作は日本国内で劇場公開されなかったが、2019年4月10日にDVDが発売された。

## ストーリー
ダニカはマーケティング会社でバリバリ働いていた。ダニカはネットを通じて知り合ったチャーリーと名乗る男性と1年間交際していたが、実際に会ったことは1回もなかった。そんなある日、妹のターニャが仮出所することになった。母親のローラと相談した結果、ダニカがターニャの面倒をしばらく見ることになった。ダニカのアパートにやって来たターニャは姉の暮らしぶりに感嘆したが、プライベート面では上手く行っていないと直観した。そして、「ダニカはチャーリーを名乗る人物に弄ばれているだけなのではないか」という疑念を抱いた。
本作はターニャが社会復帰するべく奮闘する傍ら、姉の恋愛の真実を暴き出していく姿を描き出す。

## キャスト
※ 括弧内は日本語吹替（オンデマンド配信版のみ収録）
- ダニカ: ティカ・サンプター（佐古真弓）
- ターニャ: ティファニー・ハディッシュ（英語版）（斉藤貴美子）
- ローラ: ウーピー・ゴールドバーグ（片岡富枝）
- フランク: オマリ・ハードウィック（英語版）（星野貴紀）
- キャリ: アンバー・ライリー（夏谷美希）
- チャーリー: メカード・ブルックス（西凜太朗）
- ローレン・メドウズ: ミッシー・パイル（田村千恵）
- ベンジー: ジョン・ルドニツキー（英語版）（永井将貴）
- ローレンス: クリス・ロック
- ヒラリー: コートニー・ヘンゲラー（英語版）（東内マリ子）
- ネヴ・シュルマン（英語版）: 本人
- マックス・ジョセフ（英語版）: 本人
- PJ・モートン: 本人

その他の日本語吹き替え出演者
- 柚木尚子、上住谷崇、三瓶雄樹、藤井隼、富樫美鈴、今泉葉子、真木駿一

日本語版スタッフ
- 演出：高橋正浩
- 翻訳：後藤理絵
- 制作：ニュージャパンフィルム

## 製作
2018年3月5日、タイラー・ペリー監督の新作映画『The List』にティカ・サンプター、ティファニー・ハディッシュ、オマリ・ハードウィックが出演することになったと報じられた。26日、ウーピー・ゴールドバーグがキャスト入りした。27日、アンバー・ライリーが本作に出演するとの報道があった。4月、本作の主要撮影がジョージア州アトランタで始まった。

## マーケティング・興行収入
2018年6月13日、本作の劇中写真が初めて公開されると共に、タイトルが『The List』から『Nobody's Fool』に変更された。18日、本作のオフィシャル・トレイラーが公開された。10月23日、本作のファイナル・トレイラーが公開された。
本作は『くるみ割り人形と秘密の王国』及び『ボヘミアン・ラプソディ』と同じ週に封切られ、公開初週末に1440万ドル前後を稼ぎ出すと予想されていたが、この予想は的中した。2018年11月2日、本作は全米2468館で公開され、公開初週末に1374万ドルを稼ぎ出し、週末興行収入ランキング初登場3位となった。この数字はタイラー・ペリー監督作品の中で最低の数字であった。

## 評価
本作に対する批評家の評価は芳しいものではない。映画批評集積サイトのRotten Tomatoesには33件のレビューがあり、批評家支持率は24%、平均点は10点満点で4.2点となっている。サイト側による批評家の見解の要約は「『クレイジー・グッド』には力強い2人の主演がおり、ティファニー・ハディッシュの才能が輝くシーンもいくつかある。しかし、それらはパッとしない結末の消化不良感を却って増大させている。」となっている。また、Metacriticには11件のレビューがあり、加重平均値は39/100となっている。なお、本作のCinemaScoreはA-となっている。